# Brachypterus troglodytes
Brachypterus troglodytes is een keversoort uit de familie bastaardglanskevers (Kateretidae). De wetenschappelijke naam van de soort werd in 1864 gepubliceerd door Murray.